# Onoba carpenteri
Onoba carpenteri är en snäckart som först beskrevs av Weinkauff 1885.  Onoba carpenteri ingår i släktet Onoba och familjen Rissoidae. Inga underarter finns listade i Catalogue of Life.